# 합천 해인사 대적광전 목조비로자나불좌상 및 복장유물
합천 해인사 대적광전 목조비로자나불좌상 복장유물(陜川 海印寺 大寂光殿 木造毘盧遮那佛坐像 腹藏遺物)은 경상남도 합천군, 해인사에 있는 고려시대의 전적류이다. 2012년 10월 30일에 대한민국의 보물 제1779호로 지정되었다.

## 같이 보기
- 해인사
- 합천 해인사 대적광전 목조비로자나불좌상 복장전적

## 참고 자료
- 합천 해인사 대적광전 목조비로자나불좌상 및 복장유물 - 국가유산청 국가유산포털